# Миле Филиповски
Миле Филиповски с псевдоним Максо е югославски партизанин, деец на комунистическата съпротива във Вардарска Македония и генерал-майор от Югославската народна армия.

## Биография
Роден е на 15 октомври 1920 година в гостиварското село Маврово. Става член на ЮКП през 1941 г. Преди Втората световна война работи като строителен работник. Завършва пехотно офицерско училище. Учи известно време в СССР. Влиза в Комунистическата съпротива във Вардарска Македония през 1941 година. От 1943 година е партизанин в Кичевско-мавровския народоосвободителен партизански отряд. Впоследствие е командир на батальон и на петнадесета македонска ударна бригада. От края на септември до 11 октомври 1944, когато е тежко ранен е заместник-командир на шеста македонска ударна бригада. От март 1945 е заместник-командир на трета македонска ударна бригада. След 1945 година служи като командир от ЮНА на гарнизони в Никшич и другаде. Завършва Военна школа на ЮНА и Висша военна академия. Бил е командир на школа за резервни офицери, началник на отдел на Военна област, началник-щаб на дивизия, командир на бригада и командир на граничните части на Социалистическа република Македония.

## Награди
- Партизански възпоменателен медал, 1941 година
- Орден за храброст
- Орден на Народната армия със златна звезда;
- Орден за военни заслуги с голяма звезда;
- Орден на братството и единството със златен венец, 1982 година;
- Орден за заслуги пред народа;
- Орден Партизанска звезда с пушки.